# Comuna de Łask
Łask (polaco: Gmina Łask) é uma gminy (comuna) na Polónia, na voivodia de Lodz e no condado de Łaski. A sede do condado é a cidade de Łask.
De acordo com os censos de 2004, a comuna tem 28 479 habitantes, com uma densidade 193,9 hab/km².

## Área
Estende-se por uma área de 146,91 km², incluindo:
- área agricola: 70%
- área florestal: 18%

## Demografia
Dados de 30 de Junho 2004:
|                      | Total   | Total | Mulheres | Mulheres | Homens  | Homens |
| -------------------- | ------- | ----- | -------- | -------- | ------- | ------ |
|                      | pessoas | %     | pessoas  | %        | pessoas | %      |
| População            | 28 479  | 100   | 14 782   | 51,9     | 13 697  | 48,1   |
| Densidade (pop./km²) | 193,9   | 100   | 100,6    | 100,6    | 93,2    | 93,2   |

De acordo com dados de 2002, o rendimento médio per capita ascendia a 1085,02 zł.

## Subdivisões
- Aleksandrówek, Anielin, Bałucz, Borszewice, Budy Stryjewskie, Gorczyn, Karszew, Kopyść, Krzucz, Łopatki, Mauryca, Nowe Wrzeszczewice, Okup Mały, Okup Wielki, Orchów, Ostrów, Rembów, Remiszew, Rokitnica, Sięganów, Stryje Księże, Stryje Paskowe, Teodory, Wiewiórczyn, Wola Bałucka, Wola Łaska, Wola Stryjewska, Wronowice, Wrzeszczewice, Nowe Wrzeszczewice, Wydrzyn, Zielęcice.

## Comunas vizinhas
- Buczek, Dobroń, Sędziejowice, Szadek, Wodzierady, Zelów, Zduńska Wola